# Талас (Киргистан)
Талас је град у северозападном Киргистану, смештен у долини реке Талас између два планинска венца. Његова површина је 13 km², и његово стално становништво је било 40.308 2021. То је административно седиште Таласке области. Град су основали источнословенски досељеници 1877. На југу је долина Беш-Таш („пет стена“) са националним парком Беш-Таш.

## Историја
Године 751. у близини се водила битка код Таласа између армија Абасидског калифата и Тибета против династије Танг. Абасиди и Тибет су победили Кинеско царство.

## Преглед
Њена економија је традиционално била оријентисана на древни град Тараз (раније назван Талас и Џамбул) у данашњем Казахстану. Долина Таласа је озбиљно патила од наметања строгих граничних контрола од стране Казахстана након распада Совјетског Савеза, пошто су транспортне и трговинске везе са остатком Киргистана сада ограничене планинама које је одвајају од долине Чуј и Бишкека. Иако се много превоза дешава од Бишкека до Таласа транзитом кроз Казахстан преко граничних прелаза Чалдибар у Чују, а затим поново прелази у долину Таласа у Киргистану код Тараза. Једини пут који се може возити унутар граница Киргистана до Бишкека и остатка земље прелази два планинска прелаза који се уздижу до висине од више од 3000 метара надморске висине преко пролаза Отмок у долину Сусамир, а затим поново пролаз То Асху пре спуштања до долине Чуј и Бишкека.

## Клима
Талас има хладну степску климу (Кепенова класификација климе) која се граничи са влажном континенталном климом са хладним зимама и веома топлим летима.

## Манас
Манас, митски киргиски национални херој, наводно је рођен у планинама Алатау у Талаској области. Неколико километара изван Таласа налази се маузолеј, наводно Манасов маузолеј, назван Кумбоз Манас. Међутим, натпис на њеној богато украшеној фасади посвећује је „... најславнијој од жена Кенизек-Катун, кћери емира Абуке“. Легенда објашњава да је Манасова жена Каникеј наручила намерно лажни натпис како би завела непријатеље свог мужа и спречила скрнављење његовог тела. Сматра се да је зграда, позната као Манастин Хумбузу или Гумбез од Манаса, изграђена 1334. године. Сада садржи музеј посвећен епу. У близини се налази и свечана хумка.

## Спортови
У граду постоји бенди клуб.
- ФК Намис-АПК, фудбалски клуб

## Значајни људи
- Гулсаира Момунова